# Alfred del Regne Unit (duc de Saxònia-Coburg Gotha)
Alfred del Regne Unit, duc de Saxònia-Coburg Gotha (Windsor 1844 - Coburg 1900) KG KT KP GCB GCSI GCMG GCIE GCVO PC. Duc sobirà de Saxònia-Coburg Gotha des de 1893 fins al 1900. La seva mare l'ennoblí amb els títols de duc d'Edimburg, comte de Kent i de l'Ulster.

## Naixement, educació i infància
El príncep Alfred nasqué a Windsor el 6 de setembre de 1844 essent el quart fill de la reina Victòria I del Regne Unit i del príncep consort Albert de Saxònia-Coburg Gotha. Foren els seus padrins, el duc Adolf del Regne Unit oncle de la seva mare, la duquessa Alexandrina de Baden tia per part de pare del nounat, i el príncep Carles de Leiningen, oncle per part materna.
Conegut des de petit amb el nom d'"Alffie" fou molt afí del seu germà més gran, el futur rei Eduard VII del Regne Unit. Des de ben petit manifestà la voluntat d'entrar a formar part de l'exèrcit del Regne Unit i als setze anys s'incorporà a la Marina britànica.
El 1862 les potències li oferiren el tron de Grècia després de la renúncia del rei Otó I de Grècia, ell no l'acceptà i el tron anà a recaure sobre el príncep Guillem de Dinamarca, que regnà amb el nom de Jordi I de Grècia. Serví a les fragates HMS Galatea i HMS Euryalus.
El maig de 1866 el parlament li atorgà una llista civil per la qual percebia un total de 15.000 lliures esterlines de l'època, a la vegada que fou creat per la seva mare duc d'Edimburg, comte de Kent i de l'Ulster i li concedí les més importants ordes del país entre les quals es trobaven: l'orde de la Lligacama i l'orde de Sant Patrici d'Irlanda. A més a més, la Corona li cedí l'usdefruit de Clarence House. Al llarg de la seva vida rebria diverses condecoracions estrangeres: L'Orde del Toisó d'Or de mans del rei d'Espanya, la legió d'honor del govern francès, l'orde de la Santíssima Anunciació d'Itàlia, l'orde de Sant Esteve d'Àustria, l'orde de Sant Andreu de Rússia o l'orde Ostmanieh de l'Imperi Otomà.
Desenvolupà una important activitat representativa per tot l'Imperi, visitant les colònies com Austràlia, Gibraltar, Hong Kong o l'Índia.

## Matrimoni i fills
Casat el 23 de gener de 1874 amb la gran duquessa Maria de Rússia, filla del tsar Alexandre II de Rússia i la princesa Maria de Hessen-Darmstadt al Palau d'Hivern de Sant Petersburg. Tingueren cinc fills:
- SAR el príncep Alfred del Regne Unit, nascut a Londres el 1875 i mort a Meran el 1899.
- SAR la princesa Maria del Regne Unit, nascuda a Londres el 1875 i morta a Bucarest el 1938. Es casà amb el rei Ferran I de Romania a Bucarest el 1893.
- SAR la princesa Victòria Melita del Regne Unit, nascuda al Palau de Sant Antoni de Malta el 1876 i morta a Niça el 1936. Es casà amb el gran duc Ernest Lluís IV de Hessen-Darmstadt del qual es divorcià i es tornà a maridar amb el gran duc Ciril de Rússia.
- SAR la princesa Alexandra del Regne Unit nascuda a Coburg el 1878 i morta a Schwabisch Hall a Baden-Württemberg el 1942. Es casà amb el príncep Ernest de Hohenlohe-Lagenburg.
- SAR la princesa Beatriu del Regne Unit nascuda a Eastwell Park de Kent el 1882 i morta a Sanlúcar de Barrameda Cadis el 1966. Es casà el 1909 a Coburg amb l'Infant espanyol Alfons d'Orleans-Borbó.

## Ducat de Saxònia-Coburg Gotha
A la mort del seu oncle el duc sobirà Ernest II de Saxònia-Coburg Gotha sense descendència, el tron recaigué sobre el príncep Alfred del Regne Unit. Des de 1893 i fins a la seva mort l'any 1900 desenvolupà les tasques de sobirà d'aquest petit ducat alemany. Els primers temps foren durs, ja que era vist com un foraster en les conservadores i tradicionals terres saxones, aviat però, guanyà una enorme popularitat. A Coburg i a Gotha establí una escola reial de música i reuní una important col·lecció de ceràmica i cristall, valorada en mig milió de marcs alemanys de l'època, a la fortalesa del Veste Coburg. En ser proclamat duc de Saxònia-Coburg-Gotha renuncià a la seva llista civil i al seu seient al Parlament, però demanà les deu mil lliures que anualment percebia per mantenir la seva residència de Clarence House.
L'any 1899 morí el seu fill i successor a Merano (Àustria, actualment Itàlia) a causa d'un intent de suïcidi dut a terme poques setmanes abans. Per aquest motiu la successió recaigué sobre el seu nebot, el príncep Carles Eduard del Regne Unit, duc de Saxònia-Coburg Gotha. El duc morí el 30 de juliol de l'any 1900 al castell de Rosenau a Coburg.